# Châteauroux Classic de l'Indre 2010
La Châteauroux Classic de l'Indre 2010, settima edizione della corsa e valida come evento dell'UCI Europe Tour 2010 categoria 1.1, si svolse il 29 agosto 2010 su un percorso di 201,7 km. Fu vinta dal francese Anthony Ravard che terminò la gara in 4h40'08", alla media di 43,201 km/h.
Al traguardo 135 ciclisti portarono a termine il percorso.

## Ordine d'arrivo (Top 10)
| Pos. | Corridore         | Squadra         | Tempo    |
| ---- | ----------------- | --------------- | -------- |
| 1    | Anthony Ravard    | AG2R La Mon.    | 4h40'08" |
| 2    | Romain Feillu     | Vacansoleil     | s.t.     |
| 3    | Enrico Rossi      | Cer. Flaminia   | s.t.     |
| 4    | Fumiyuki Beppu    | RadioShack      | s.t.     |
| 5    | Boy van Poppel    | Rabobank Conti. | s.t.     |
| 6    | Francisco Ventoso | Carmiooro       | s.t.     |
| 7    | Geoffroy Lequatre | RadioShack      | s.t.     |
| 8    | Sébastien Turgot  | Bouygues Tel.   | s.t.     |
| 9    | Florian Vachon    | Bretagne        | s.t.     |
| 10   | Jimmy Casper      | Saur-Sojasun    | s.t.     |